# أنقليس ثعباني جبهي
أنقليس ثعباني جبهي (الاسم العلمي: Ophichthus frontalis) هو نوع من الأنقليس، يتبع فصيلة الأنقليس الثعباني.